# آرامگاه سید محمد بازار
بقعه سید محمد بازار مربوط به دوره صفوی است و در شوشتر، چهار راه امام، ضلع شرقی خیابان امام واقع شده و این اثر در تاریخ ۱۲ بهمن ۱۳۸۱ با شمارهٔ ثبت ۷۱۵۱ به‌عنوان یکی از آثار ملی ایران به ثبت رسیده است.